# Пуерто де Сабаниљас (Урике)
Пуерто де Сабаниљас (шп. Puerto de Sabanillas) насеље је у Мексику у савезној држави Чивава у општини Урике. Насеље се налази на надморској висини од 1632 м.

## Становништво
Према подацима из 2010. године у насељу су живела 2 становника.

### Хронологија
| Година       | 2000        | 2005 | 2010 |
| ------------ | ----------- | ---- | ---- |
| Становништво | 19 (10 / 9) | 3    | 2    |

### Попис
| # | Индикатор                     | Вредност |
| - | ----------------------------- | -------- |
| 1 | Укупно домаћинстава           | 1        |
| 2 | Укупно насељених домаћинстава | 1        |
| 3 | Величина локације             | 1        |